# Campeonato Argentino de Futebol de 1953
O Campeonato Argentino de Futebol de 1953 foi a vigésima terceira temporada da era profissional da Primeira Divisão do futebol argentino. O certame foi disputado em dois turnos de todos contra todos, entre 5 de abril e 22 de novembro de 1953. O River Plate sagrou-se campeão argentino, pela décima primeira vez.

## Participantes
| Equipe             | Cidade       |
| ------------------ | ------------ |
| Banfield           | Banfield     |
| Boca Juniors       | Buenos Aires |
| Chacarita Juniors  | Villa Maipú  |
| Estudiantes        | La Plata     |
| Ferro Carril Oeste | Buenos Aires |
| Gimnasia y Esgrima | La Plata     |
| Huracán            | Buenos Aires |
| Independiente      | Avellaneda   |
| Lanús              | Lanús        |
| Newell's Old Boys  | Rosário      |
| Platense           | Buenos Aires |
| Racing Club        | Avellaneda   |
| River Plate        | Buenos Aires |
| Rosario Central    | Rosário      |
| San Lorenzo        | Buenos Aires |
| Vélez Sarsfield    | Buenos Aires |

## Classificação final
| Pos | Equipes               | J  | V  | E  | D  | GM | GS | Pts |
| --- | --------------------- | -- | -- | -- | -- | -- | -- | --- |
| 1   | River Plate           | 30 | 18 | 7  | 5  | 60 | 36 | 43  |
| 2   | Vélez Sarsfield       | 30 | 13 | 13 | 4  | 53 | 35 | 39  |
| 2   | Racing Club           | 30 | 16 | 7  | 7  | 53 | 40 | 39  |
| 4   | Independiente         | 30 | 14 | 7  | 9  | 52 | 47 | 35  |
| 5   | San Lorenzo           | 30 | 15 | 4  | 11 | 55 | 36 | 34  |
| 6   | Gimnasia y Esgrima LP | 30 | 13 | 6  | 11 | 55 | 43 | 32  |
| 7   | Boca Juniors          | 30 | 11 | 6  | 13 | 41 | 37 | 28  |
| 7   | Chacarita Juniors     | 30 | 9  | 10 | 11 | 35 | 38 | 28  |
| 7   | Rosario Central       | 30 | 10 | 8  | 12 | 43 | 51 | 28  |
| 10  | Lanús                 | 30 | 11 | 5  | 14 | 44 | 45 | 27  |
| 10  | Platense              | 30 | 8  | 11 | 11 | 48 | 61 | 27  |
| 12  | Huracán               | 30 | 9  | 8  | 13 | 43 | 52 | 26  |
| 13  | Banfield              | 30 | 8  | 9  | 13 | 40 | 48 | 25  |
| 13  | Ferro Carril Oeste    | 30 | 9  | 7  | 14 | 40 | 56 | 25  |
| 15  | Newell's Old Boys     | 30 | 8  | 6  | 16 | 34 | 50 | 22  |
| 15  | Estudiantes LP        | 30 | 9  | 4  | 17 | 35 | 56 | 22  |

|  |            |
|  | Campeão.   |
|  | Rebaixado. |

## Premiação
| Campeonato Argentino de Futebol de 1953 |
| --------------------------------------- |
| River Plate Campeão (11° título)        |

## Goleadores
| Jogador | Jogador                | Gols | Equipe                  |
| ------- | ---------------------- | ---- | ----------------------- |
|         | Juan Armando Benavídez | 22   | San Lorenzo             |
|         | Juan José Pizzuti      | 22   | Racing Club             |
|         | Raúl Gutiérrez         | 21   | Gimnasia y Esgrima (LP) |
|         | Eliseo Prado           | 21   | River Plate             |
|         | Norberto Conde         | 19   | Vélez Sarsfield         |